# IO Interactive
IO Interactive (offiziell IO Interactive A/S; kurz IOI) ist ein dänischer Videospiel-Entwickler, der vor allem für die Entwicklung der erfolgreichen Hitman-Serie bekannt ist.

## Geschichte
IO Interactive wurde nach der Schließung des Publishers Scavenger und der damit verbundenen Auflösung des Team Zyrinx gegründet. Das Team aus Boston zog zurück in sein Heimatland Dänemark und gründete dort IO Interactive. Komponist Jesper Kyd, der Bestandteil des Team Zyrinx war, blieb zwar in den USA, komponiert bis heute allerdings noch für IO Interactive.
Die erste Veröffentlichung des Studios war Hitman: Codename 47, ein Actionspiel um einen Auftragskiller, das verstärkten Wert auf eine heimliche Vorgehensweise legt. Das Spiel erwies sich sowohl als finanzieller als auch Kritikererfolg und bildet seither die Basis von IOs Entwicklungstätigkeiten. Veröffentlicht wurde das Spiel von Eidos Interactive, der auch den Nachfolger Hitman 2: Silent Assassin verlegte. 2003 erschien in Zusammenarbeit mit Electronic Arts der Titel Freedom Fighters, bevor das Studio im März 2004 schließlich von Eidos übernommen wurde. Unter Eidos veröffentlichte IO zwei weitere Hitman-Spiele und entwickelte die neuen Marken Kane & Lynch und Mini Ninja. Im März 2009 wurde IO durch die Übernahme von Eidos Teil des japanischen Publishers Square Enix, der seither alle Spiele des Entwicklers verlegte.
Im Juni 2013 legte Square Enix den Fokus wieder ausschließlich auf die Weiterentwicklung der Hitman-Reihe. Andere laufende Projekte wurden wieder eingestellt und in Folge davon die Hälfte der Belegschaft bei IO Interactive entlassen. Der Österreicher Hannes Seifert, zuvor Produktionsleiter, wurde zum neuen Studioleiter ernannt.
IO Interactive gab am 23. Februar 2017 Hakan Abrak als neuen Studioleiter bekannt. Dieser arbeitet schon seit mehr als 10 Jahren bei dem Entwickler und war zuvor als Produktionsleiter beschäftigt gewesen. Der bisherige Studioleiter Hannes Seifert wechselte zu Riot Games.
Am 11. Mai 2017 gab die Mutterfirma Square Enix bekannt, sich vom Entwickler zu trennen. Begründet wurde dieser Schritt mit Konzentration auf die Kernmarken und -studios. Nach der Bekanntmachung wurde ein Käufer für IO Interactive gesucht. Am 16. Juni wurde schließlich bekanntgeben, dass die Trennung von Square Enix durch ein Management-Buy-out vollzogen wurde und IO Interactive künftig als eigenständiges Studio weiterbestehen wird. Die Rechte an der Hitman-Serie sowie an Freedom Fighters liegen weiterhin beim dänischen Entwicklerstudio, jedoch behielt Square Enix die Rechte an der Kane & Lynch-Reihe wie auch an Mini Ninjas.
Das Unternehmen kündigte am 19. Dezember 2020 an, zusammen mit Metro-Goldwyn-Mayer, Eon Productions und Delphi an einem bisher (Stand: Januar 2021) nur unter dem Arbeitstitel „Project 007“ bekannten Videospiel zu arbeiten. Es soll die Geschichte des Aufstiegs James Bonds zum 00-Agenten zeigen und IO Interactives eigene Glacier-Engine verwenden.
Mit der Veröffentlichung von Hitman 3 im Januar 2021 tritt das Studio auch als Publisher auf. Die Übernahme des Vertriebes bezeichnet das Studio als „großen Schritt für IO Interactive“.

## Veröffentlichte Spiele
| Veröffentlichung     | Titel                     | Plattform | Plattform | Plattform | Plattform | Plattform | Plattform | Plattform | Plattform | Plattform | Plattform | Plattform | Plattform | Plattform | Plattform | Plattform | Plattform |
| Veröffentlichung     | Titel                     | NGC       | PS2       | PS3       | PS4       | PS5       | Wii       | Win       | MacOS     | Linux     | Xbox      | X360      | XOne      | XSeries   | Switch    | Switch 2  | Stadia    |
| -------------------- | ------------------------- | --------- | --------- | --------- | --------- | --------- | --------- | --------- | --------- | --------- | --------- | --------- | --------- | --------- | --------- | --------- | --------- |
| 19. Nov. 2000        | Hitman: Codename 47       | nein      | nein      | nein      | nein      | nein      | nein      | ja        | nein      | nein      | nein      | nein      | nein      | nein      | nein      | nein      | nein      |
| 1. Okt. 2002         | Hitman 2: Silent Assassin | ja        | ja        | ja        | nein      | nein      | nein      | ja        | nein      | nein      | ja        | nein      | nein      | nein      | nein      | nein      | nein      |
| 26. Sep. 2003        | Freedom Fighters          | ja        | ja        | nein      | nein      | nein      | nein      | ja        | nein      | nein      | ja        | nein      | nein      | nein      | nein      | nein      | nein      |
| 30. Apr. 2004        | Hitman: Contracts         | nein      | ja        | ja        | nein      | nein      | nein      | ja        | nein      | nein      | ja        | nein      | nein      | nein      | nein      | nein      | nein      |
| 26. Mai 2006         | Hitman: Blood Money       | nein      | ja        | ja        | ja        | ja        | nein      | ja        | nein      | nein      | ja        | ja        | nein      | ja        | nein      | nein      | nein      |
| 23. Nov. 2007        | Kane & Lynch: Dead Men    | nein      | nein      | ja        | nein      | nein      | nein      | ja        | nein      | nein      | nein      | ja        | nein      | nein      | nein      | nein      | nein      |
| 8. Sep. 2009         | Mini Ninjas               | nein      | nein      | ja        | nein      | nein      | ja        | ja        | nein      | nein      | nein      | ja        | nein      | nein      | nein      | nein      | nein      |
| 17. Aug. 2010        | Kane & Lynch 2: Dog Days  | nein      | nein      | ja        | nein      | nein      | nein      | ja        | nein      | nein      | nein      | ja        | nein      | nein      | nein      | nein      | nein      |
| 20. Nov. 2012        | Hitman: Absolution        | nein      | nein      | ja        | ja        | ja        | nein      | ja        | ja        | nein      | nein      | ja        | ja        | ja        | nein      | nein      | nein      |
| 11. März 2016        | Hitman                    | nein      | nein      | nein      | ja        | ja        | nein      | ja        | ja        | ja        | nein      | nein      | ja        | ja        | nein      | nein      | ja        |
| 13. Nov. 2018        | Hitman 2                  | nein      | nein      | nein      | ja        | ja        | nein      | ja        | nein      | nein      | nein      | nein      | ja        | ja        | nein      | nein      | ja        |
| 20. Jan. 2021        | Hitman 3                  | nein      | nein      | nein      | ja        | ja        | nein      | ja        | nein      | nein      | nein      | nein      | ja        | ja        | ja        | ja        | ja        |
| angekündigt für 2026 | 007 First Light           | nein      | nein      | nein      | nein      | ja        | nein      | ja        | nein      | nein      | nein      | nein      | nein      | ja        | nein      | ja        | nein      |